# Листер, Уильям
Уильям Листер (англ. William Lister; 1882 — июль 1900) — британский ватерполист, чемпион летних Олимпийских игр 1900.
На Играх Листер входил в состав британской ватерпольной команды. Сначала она обыграла первую французскую команду в четвертьфинале, потом вторую в полуфинале, и в финальном матче она выиграла у бельгийской сборной, получив золотые медали.